# جیزس ماریا (کالیفرنیا)
جیزس ماریا (به انگلیسی: Jesus Maria) یک منطقهٔ مسکونی در ایالات متحده آمریکا است که در شهرستان کالاوراس، کالیفرنیا واقع شده‌است. جیزس ماریا ۳۱۸ متر بالاتر از سطح دریا واقع شده‌است.